# МГ 15
МГ 15 служио је њемачком Луфтвафеу током Другог свјетског рата. Настао је из иницијативе из 1932. године и рођена је из постојећег, ранијег модела МГ 30 који је настао у Швајцарској. 

## Историја
Митраљези МГ 15 развијени су од дизајна МГ 30. Брегманови митраљези из времена Првог свјетског рата имали су ознаку МГ 15нА и то се оружје раније често називало МГ 15 кратки; ова два дизајна нису била повезана. Пушкомитраљези МГ 15 били су врло често коришћени на њемачким војним авионима на почетку Другог свјетског рата. Развој МГ 15 догодио се током међуратног периода послије Првог свјетског рата и Другог свјетског рата. Током тог времена, њемачка ратна машина била је под контролом због ограничења по Версајском споразуму потписаног послије Првог свјетског рата. Међутим, појавила су се многа заобилазна рјешења, а један је био улог компаније Рајнметал у суседној Солотурн Вафенбрик АГ из Швајцарске почетком 1929. - што је омогућило компанији да настави производњу оружја које Споразум сматра незаконитим. То је омогућило да настане МГ 30 и постави темеље за МГ 15, МГ 17, МГ 34 и МГ 42.

## Карактеристике
Дизајн је стандардизован као авионски митраљез преко производа МГ 15 (флексибилан) и МГ 17 (фиксни), а такође је утицао на чувене копнене митраљезе МГ 34 и МГ 42 митраљеза опште намјене које је њемачка војска слиједила. Као ваздухопловно оружје, митраљез је дизајниран за постављање на систем који ће ваздухопловци користити за ангажовање циљева око авиона. Те оружане станице биле су постављене у датом авиону бомбардерског типа који је захтијевао више положаја посаде (као у Хеинкел Хе 111). Оружје је било ваздушно хлађено, потпуно аутоматизовано и управљало се повратном акцијом, док је направљен за њемачки калибар Маусер 7,92к57 мм. Брзина паљбе била је до 1.050 метака у минути, уз брзину метка од 756 метара у секунди. Нишан је био жељезни, док је храњење било преко 75-округлог двоструког бубња, касетског система. Оружје је тежило 27 килограма када је било оптерећено и имала је укупну дужину од 1078 мм са 690 центиметара дугом цијеви. Јединица окидача била је гурнута испод пријемника на уобичајени начин, великим дугуљастим окидачким прстеном погодним за руке у рукавицама (два утора окидача). Ручица митраљеза била је чврста и ергономског облика иако није било раме за додатну подршку. На њемачким бомбардерима, добоши муниције били су складиштени на дохват руке станице митраљеза и могли су се брзо мијењати како ратна ситуација захтијева. У пракси, митраљези су показали своју вриједност и њихов дугачки дизајн омогућио је да се велики део акције повлачења апсорбује, што их чини погодним аутоматским оружјем против надолазећих непријатељских летјелица.